# Stazione di Paulilatino
Stazione di Paulilatino vasútállomás Olaszországban, Szardínia régióban, Paulilatino településen.

## Vasútvonalak
Az állomást az alábbi vasútvonalak érintik:
- Cagliari–Golfo Aranci Marittima-vasútvonal

## Kapcsolódó állomások
A vasútállomáshoz az alábbi állomások vannak a legközelebb: 
- Stazione di Abbasanta
- Stazione di Bauladu-Milis